# Établissement public territorial de bassin
Ne doit pas être confondu avec Établissement public territorial.
Un établissement public territorial de bassin (EPTB) est un établissement public français qui intervient pour l'aménagement et la gestion des fleuves et des grandes rivières dans le cadre géographique d'un bassin ou d'un sous-bassin hydrographique. Les EPTB ont le statut de syndicats mixtes ou d'institutions interdépartementales, leur financement est assuré par les collectivités territoriales qui en sont membres.

## Histoire
Le terme « établissement public territorial de bassin » est apparu pour la première fois en 1997 à l'initiative du Syndicat mixte d'études et d'aménagement de la Garonne (SMEAG). La loi du 30 juillet 2003 relative à la prévention des risques technologiques et naturels et à la réparation des dommages a fait des EPTB des acteurs officiels de la politique de l'eau à l'échelle d'un bassin versant ou d'un sous-bassin.

## Champ de compétences
Un établissement public territorial de bassin dispose des compétences nécessaires pour agir dans trois domaines :
- l'hydraulique avec des interventions dans la gestion des étiages, la prévention des inondations ou la production d'eau potable ;
- l'environnement avec cette fois des actions en faveur des poissons migrateurs, l'entretien des berges ;
- le développement local, c'est-à-dire des opérations en faveur du patrimoine naturel et culturel.

Chaque EPTB agit sur un territoire géographique qui a souvent une dimension interdépartementale, interrégionale, voire internationale. Il agit donc comme un catalyseur de solidarité à l'échelle d'un bassin ou d'un sous-bassin et est un acteur de l'aménagement du territoire.
En 2010, la loi Grenelle II précise que « La mise en œuvre du schéma d'aménagement et de gestion des eaux est assurée par un établissement public territorial de bassin lorsque celui-ci résulte de la procédure de reconnaissance issue de l’arrêté du 7 février 2005 relatif à la délimitation du périmètre d’intervention de l'établissement public territorial de bassin ou lorsque le périmètre du schéma d’aménagement et de gestion des eaux mis en œuvre par cet établissement public territorial de bassin a été délimité après l'adoption de la loi n° 2010-788 du 12 juillet 2010 portant engagement national pour l'environnement et sous réserve que le périmètre de ce schéma d'aménagement et de gestion des eaux ne soit pas inclus dans le périmètre d’un groupement de collectivités territoriales mais soit compris dans celui de l’établissement public territorial de bassin ».

## Liste
En 2023, il existe 42 établissements publics territoriaux de bassin, en 2024 44 établissements (EPTB). Il en existe 45 depuis début 2025 :
- EPTB Meurthe-Madon
- Syndicat mixte du Bassin du Lot
- Syndicat mixte d'aménagement des bassins versants de la Cèze et des affluents du Rhône
- EPTB Charente
- Syndicat mixte du Bassin de l'Or
- EPTB Lez
- EPTB Syndicat mixte pour le schéma d'aménagement et de gestion des eaux du Boulonnais
- EPTB de la Meuse et de ses affluents
- EPTB Vidourle
- Syndicat mixte des milieux aquatiques et des rivières (SMMAR, EPTB Aude)
- EPTB Saône et Doubs
- Pôle d'équilibre territorial et rural du pays de Saint-Brieuc
- EPTB Dordogne
- Syndicat de bassin de l'Élorn
- Syndicat mixte de l'Argens
- EPTB Gardons
- EPTB Seine Grands Lacs
- Syndicat mixte pour le développement durable de l'estuaire de la Gironde
- EPTB fleuve Hérault
- EPTB de la Sèvre Nantaise
- EPTB Vienne
- EPTB de l'Aulne
- Syndicat mixte d'aménagement de la Vallée de la Durance
- Institution Adour
- EPTB Vistre-Vistrenseque
- Syndicat mixte pour les inondations, l'aménagement et la gestion de l'eau maralpin
- Eaux et Vilaine
- Comité hydrographique de la Mauldre et de ses affluents
- Établissement public Loire
- Syndicat mixte d'aménagement de l'Arve et de ses Affluents
- EPTB Aménagement et valorisation du bassin de la Somme
- Entente Oise Aisne
- Établissement public de gestion et d'aménagement de la baie de Douarnenez
- Syndicat mixte de portage du Sage Rance-Frémur Baie de Beaussais
- Syndicat mixte d'étude et de gestion de la ressource en eau du département de la Gironde
- Syndicat mixte ouvert pour aménagement et gestion des eaux du bassin versant de l'Odet
- EPTB Syndicat mixte pour le schéma d'aménagement et de gestion des eaux de la Lys
- Syndicat mixte du bassin versant du Gapeau
- Syndicat mixte d'études et de travaux de l'Astien
- EPTB Orb et Libron
- Syndicat mixte du bassin de Thau
- EPTB du bassin versant de l'Ardèche

- EPTB Isère